# The Man Who Shot Liberty Valance
The Man Who Shot Liberty Valance (en Hispanoamérica, Un tiro en la noche; en España, El hombre que mató a Liberty Valance) es una película wéstern estadounidense de 1962 dirigida por John Ford y protagonizada por John Wayne y James Stewart. El guion de James Warner Bellah y Willis Goldbeck fue adaptado a partir de un relato corto de 1953 escrito por Dorothy M. Johnson. La cinta narra la historia de Ransom Stoddard (Stewart), un abogado idealista que llega al pueblo de Shinbone y se enfrenta al despiadado forajido Liberty Valance (Lee Marvin). A medida que la tensión crece, Stoddard se ve envuelto en un conflicto entre la justicia de la ley y la violencia del Salvaje Oeste, lo que lo obliga a cuestionar sus principios y valores. El resto del reparto incluye a Vera Miles, Edmond O'Brien, Andy Devine, John Carradine, Woody Strode, Strother Martin y Lee Van Cleef. Se trata de uno de los wésterns más prestigiosos de su director y un clásico del género en definitiva. Con ella John Ford abrió el camino a un nuevo tipo de películas, el wéstern crepuscular, que pone en duda el mito de la frontera y la doctrina del destino manifiesto. En 2007, la película fue considerada «cultural, histórica y estéticamente significativa» por la Biblioteca del Congreso de Estados Unidos y seleccionada para su preservación en el National Film Registry.
La historia de El hombre que mató a Liberty Valance nace en 1949 cuando la revista Cosmopolitan publicó "The Man Who Shot Liberty Valance", un relato corto de la escritora Dorothy M. Johnson. Anteriormente ya había sido llevados a la gran pantalla otro relato de la misma escritora: El árbol del ahorcado (1959), protagonizada por Gary Cooper. El director John Ford compró los derechos de la novela por 7.500 dólares y propuso a la Paramount Pictures hacer una adaptación cinematográfica de la misma a la que contribuiría a través de su productora John Ford Productions. La Paramount dio luz verde al proyecto con la condición de que John Wayne debía figurar entre los protagonistas.
La première de la película tuvo lugar el 11 de abril de 1962 y la película se estrenó en los cines la semana siguiente, convirtiéndose en un éxito tanto de taquilla como de crítica, recaudando únicamente en los Estados Unidos 8 000 000 de dólares. Con el paso de los años, ha sido revalorizada como uno de los mejores wésterns de toda la filmografía de Ford, y precisamente su atmósfera opresiva y claustrofóbica ha sido vista como un reflejo de la oscuridad y el pesimismo de una historia que prioriza a los personajes y sus emociones por encima del escenario.

## Sinopsis
El senador Ransom Stoddard (James Stewart) regresa junto a su esposa Hallie (Vera Miles) a la pequeña ciudad fronteriza de Shinbone, donde veinticinco años antes comenzó su carrera política. El motivo de su regreso es el funeral de Tom Doniphon (John Wayne), un hombre desconocido para los habitantes del lugar, pero que en su época fue protagonista de un episodio crucial que Stoddard empieza a relatar a modo de flashback a un grupo de periodistas del Shinbone Star. El flashback comienza con el asalto a la diligencia en la que viajaba Stoddard, perpetrado por la banda de Liberty Valance (Lee Marvin), un despiadado forajido al servicio de un grupo de poderosos y corruptos ganaderos que gozaban de una cierta impunidad. Dado por muerto tras la brutal paliza, el joven e idealista abogado fue rescatado por Doniphon y se recuperó gracias a los cuidados de Hallie, quien en aquel entonces mantenía una relación sentimental con Tom. 
Bajo la protección del rudo Tom y su ayudante Pompey (Woody Strode), Stoddard intentó integrarse en la comunidad colaborando con el Shinbone Star, el periódico del editor Dutton Peabody (Edmon O'Brien), organizando una escuela para educar a los ciudadanos y tratando de imponer la legalidad en un Oeste donde aún reinaba la ley del más fuerte. Sin embargo, la constante presencia de Valance y sus abusos pusieron a prueba sus ideales, y los acontecimientos llevaron inevitablemente a un duelo. Contra todo pronóstico, Stoddard logró matar al forajido, ganándose el corazón de Hallie y convirtiéndose en el héroe del pueblo, que lo postuló por aclamación como candidato al Congreso de los Estados Unidos. Cuando su oponente lo acusó de haber construido su reputación solo por haber matado a un hombre, Stoddard estuvo a punto de renunciar. Fue Tom quien lo convenció de seguir adelante y aceptar la candidatura. Aunque decepcionado por haber perdido a la mujer que amaba, le confesó que, en realidad, había sido él quien mató a Valance, disparándole desde la sombra un instante antes de que el forajido pudiera hacerlo. 
El relato de Stoddard llega a su fin, pero en ese momento el nuevo editor del Shinbone Star le informa que la verdadera historia nunca será publicada, porque en el Oeste la leyenda siempre prevalece sobre la realidad. En el tren de regreso a Washington, tras haber dado su último adiós a Tom, el senador le propone a Hallie regresar a vivir a Shinbone, y ella acepta. Gracias al progreso y al legado de Stoddard, las tierras que antes eran áridas y desoladas se han convertido en un jardín, pero es a esas tierras donde su corazón pertenecerá siempre.

## Reparto
- John Wayne: Tom Doniphon
- James Stewart: Ransom Stoddard
- Vera Miles: Hallie Stoddard
- Lee Marvin: Liberty Valance
- Edmond O'Brien: Dutton Peabody
- Andy Devine: Comisario Link Appleyard
- Ken Murray: Doctor Willoughby
- John Carradine: Maj. Cassius Starbuckle
- Jeanette Nolan: Nora Ericson
- John Qualen: Peter Ericson
- Willis Bouchey: Jason Tully
- Carleton Young: Maxwell Scott
- Woody Strode: Pompey
- Denver Pyle: Amos Carruthers
- Strother Martin: Floyd
- Lee Van Cleef: Reese
- Robert F. Simon: Handy Strong
- O. Z. Whitehead: Herbert Carruthers
- Paul Birch: Alcalde Winder
- Joseph Hoover: Charlie Hasbrouck
- Shug Fisher: Kaintuck

## Análisis
Esto es el Oeste, señor. Cuando la leyenda se convierte en un hecho, se escribe la leyenda
El editor del Shinbone Star le explica a Stoddard que su periódico no publicará la verdadera historia sobre la muerte de Liberty Valance

En 1962 se estrenaron El hombre que mató a Liberty Valance y Duelo en la Alta Sierra de Sam Peckinpah, dos películas que abordaban el final del viejo Oeste y que marcaron el inicio de un período en el que el interés del público por el género wéstern comenzó a disminuir. Durante esa misma época, muchos de los maestros del género (Budd Boetticher, Delmer Daves, André De Toth, Anthony Mann...) estaban a punto de abandonar la profesión, y la edad de oro del wéstern parecía haber llegado a su fin.

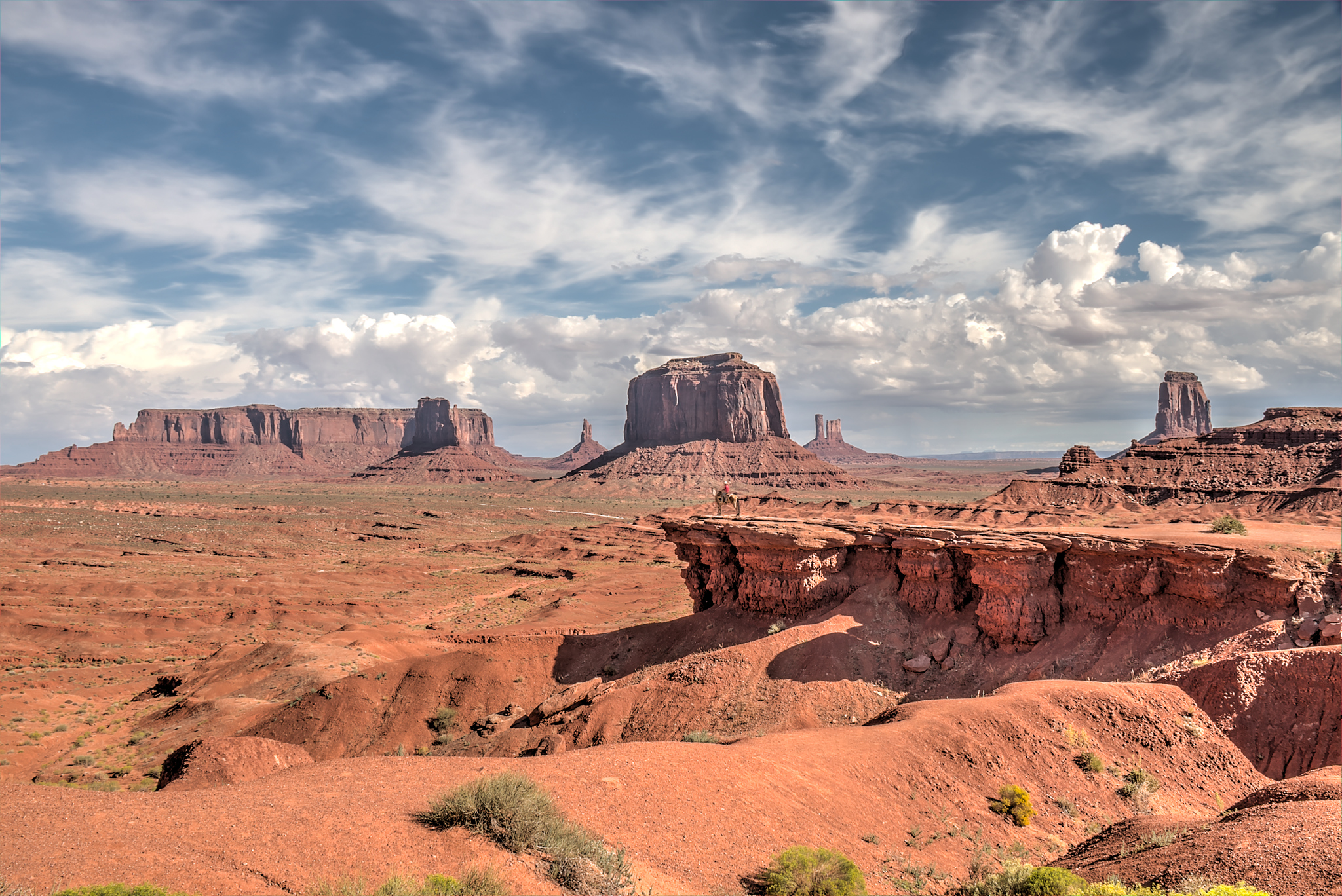
John Ford Point en Valle de los Monumentos.

Con su tono pesimista, la estructura de la historia en flashback, los ambientes interiores y la fotografía oscura y inquietante, Liberty Valance ha sido considerado un ejemplo típico del western noir. Los temas aquí tratados son los que habían interesado a John Ford desde el comienzo de su carrera: los valores del Este contra los del Oeste, que a través del progreso han creado una sociedad en la que la ley y el orden ya no están determinados por la violencia. Una vez más, como en Pasión de los fuertes (1946) y en Centauros del desierto (1956), encontramos la lucha entre el individuo y la sociedad, y entre la naturaleza salvaje del Oeste y la civilización. Lo que no encontramos en El hombre que mató a Liberty Valance son los típicos paisajes fordianos del Monument Valley. Además la película es inusualmente oscura y claustrofóbica en lo que al cine de Ford se refiere. Al renunciar por primera vez al uso panorámico del paisaje del Oeste en favor de las escenas en estudio y al realizar su primer wéstern en blanco y negro desde Río Grande de 1950, John Ford ofrece un estilo visual que expresa su pérdida de confianza en el "sueño americano" y se cuestiona el mito de la frontera.
La visión de Ford sigue siendo una visión sentimental y nostálgica de la historia estadounidense, pero si dieciséis años antes, con Pasión de los fuertes, había examinado el final del salvaje Oeste con un sentido de esperanza y optimismo, en El hombre que mató a Liberty Valance el nuevo mundo que reemplaza al antiguo está representado a través del arrepentimiento y el olvido. Como escribe Scott Eyman en su ensayo Print the Legend: The Life and Times of John Ford, mientras que en Pasión de los fuertes y Centauros del desierto el director había empujado a sus personajes hacia una ascensión final al mito, en Liberty Valance «comienza con el mito y lo desmantela metódicamente en el camino hacia una triste ironía».
Según el autor Robert B. Ray, la película representaría un estudio crítico de uno de los paradigmas más duraderos de la edad de oro de Hollywood: el héroe "al márgen de la ley" (Tom Doniphon) reacio a colaborar con el héroe "oficial" (Stoddard) para derrotar al enemigo común (Liberty Valance) por el amor de una mujer (Hallie). Pero el resultado en este caso es más doloroso. Al igual que en otras ocasiones, Ford se enfoca en la necesidad de sacrificar la voluntad individual por un bien superior, especialmente en el caso de Tom. El orgullo herido por haber perdido a su mujer, su estatus en su ciudad y en el Oeste podría haberlo llevado a no revelar la verdad a Stoddard sobre lo que realmente ocurrió, pero no lo hace. Tom elige perderlo todo en nombre del progreso, donde el viejo héroe debe ser destruido para dar paso a uno nuevo. Después de veinticinco años, todo ha cambiado por completo, todos han obtenido lo que pensaban querer, pero nadie es feliz. Esta vez, Ford cuestiona en el filme si el sacrificio que realiza Doniphon está realmente justificado.

### Un duelo a tres
El duelo en el transcurso de la película implica a tres protagonistas: Ransom Stoddard (James Stewart), Liberty Valance (Lee Marvin) y Tom Doniphon (John Wayne), ayudado por Pompey. El duelo es atípico, ya que está completamente desequilibrado: su resultado parece estar predestinado. Para subrayarlo, Stoddard lleva un delantal de "lavaplatos". Sin embargo, con la mano izquierda, Stoddard logra matar a Valance, o al menos eso cree. Pero un flash-back (durante la propia historia) corrige esta primera versión: es Doniphon, oculto entre las sombra, quien ha matado a Liberty Valance.
En la película "El hombre que mató a Liberty Valance", se presentan dos personajes en el rol de "buenos" en contraposición al "malo". La clásica confrontación entre el matón individualista y despiadado y el héroe con valores y principios se ve alterada por la introducción de un tercer personaje, quien se opone al individualismo y es igualmente honesto. La verdadera rivalidad en la trama se desarrolla entre los dos personajes considerados "buenos", Stoddard y Doniphon.

### El proceso de la civilización

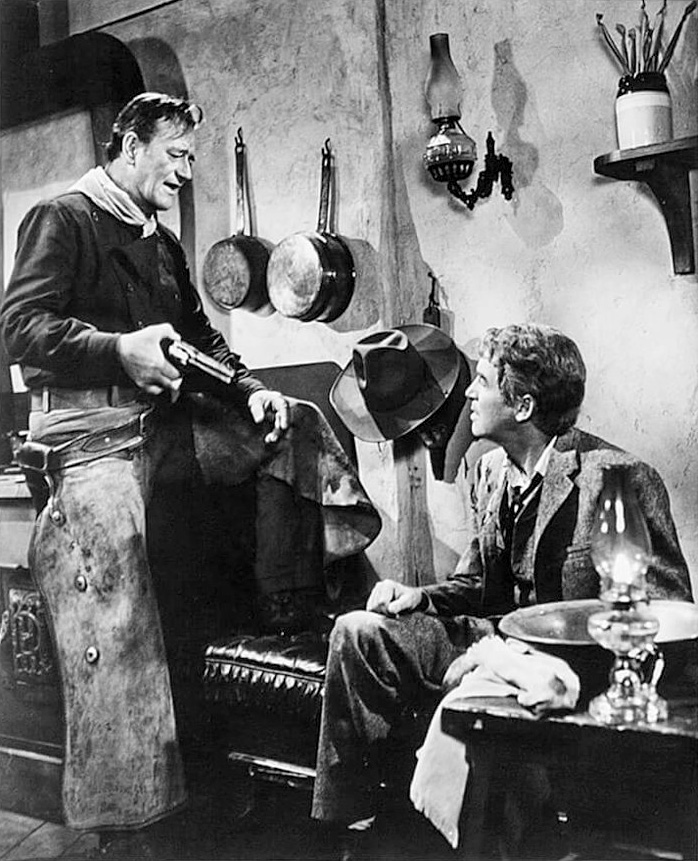
Foto publicitaria de El hombre que mató a Liberty Valance:
John Wayne y James Stewart

Dentro de la película encontramos una descripción metafórica del proceso de la civilización. En primer lugar, Tom Doniphon representa la ley en el Oeste y Ransom Stoddard la legalidad. Por beneficio al segundo, el primero acaba desapareciendo. Si queremos concretar, Liberty Valance representa el reino de la fuerza o "la ley del más fuerte", Stoddard la instauración de la ley y Doniphon la necesidad de una fuerza para imponer la nueva ley. Es decir, que independientemente, ni Doniphon ni Stoddard son suficiente como para conseguir completar el proceso. Gracias a Doniphon, Stoddard puede sucederle como nueva ley en el Oeste, aunque el mérito de Doniphon quede escondido y desacreditado.
El papel de los personajes secundarios también es fundamental. Hallie, prometida de Doniphon, evoluciona progresivamente hacia Stoddard, quien la enseña a leer. Por esta y más razones, Hallie comienza a admirar mucho a Stoddard, y se acaban casando. Este cambio, simboliza al de una sociedad "abierta" que pasa de ser gobernada por la fuerza, a ser un Estado civil gobernado por unas leyes. Peabody, como periodista y representante del "cuarto poder", propuesto por Montesquieu y representando a la prensa, después de recibir la paliza de Valance por enfrentarse a él, asegura la victoria electoral de Stoddard y transición a la modernidad americana. 
Pero el trabajo de Ford no se resume en un juego de símbolos. La película es un testamento, ya que, como señala Lourcelles, el director pone en escena dos de los principales tipos de hombres de su obra: el hombre de acción solitaria y el ciudadano responsable al servicio de la comunidad. La estructura en flashback permite que coexistan estos dos tipos de personajes que representan dos etapas sucesivas de la historia americana.

### La realidad y la leyenda
La carrera de Stoddard, un hombre enamorado de la justicia, se basa en una impostura: el hombre que mató a Liberty Valance es Doniphon. El personaje del periodista de 1910 claramente toma partido por la leyenda:
«When the legend becomes fact, print the legend!»
El mito americano, para construirse, precisa más de creerse la victoria del jurista antes que la del cowboy, y es por ello que, al final de la película se niega, en nombre de la leyenda, rehabilitar a Doniphon. No obstante, haciendo uso de una paradoja (Lourcelles) dentro de la película, Ford enseña los hechos en sucio y en leyenda, sin privar de respeto a ninguna de las dos partes: Para los espectadores de la película, la verdadera leyenda es traída por Tom Doniphon, el hombre que realmente mató a Liberty Valance. Mientras que para los personajes de la película, es Stoddard quien hace esta acción y quien es la leyenda para ellos. La verdad y la leyenda están, por ende, vinculadas.

## Producción
A finales de la década de 1950, la industria de Hollywood estaba atravesando un período de profundos cambios. El viejo sistema de estudios vivía sus últimos días y, para un director como John Ford, era cada vez más difícil encontrar apoyo para sus proyectos. Sus últimas películas eran consideradas demasiado sentimentales, anticuadas y poco sofisticadas, y el western no parecía ser un género que tuviera mucho futuro. A pesar de ello, en la primavera de 1961, Ford adquirió por 7.500 dólares los derechos del relato de Dorothy M. Johnson y propuso a Paramount Pictures realizar una adaptación en la que contribuiría a través de su propia productora, John Ford Productions. Es el primer western de John Ford, en el que no sorprende al espectador con su habilidad para rodar inmensas panorámicas en exteriores, sino que se centra casi exclusivamente en los diálogos, los personajes y la simbología que encierran con el propósito de no distraer al espectador de lo que Ford realmente quería contar, la desaparición de un estilo de vida y la llegada de otro que lo sustituye, al menos en parte.
Propensa a arriesgarse con otro wéstern, finalmente se llegó a un acuerdo bajo una condición: la presencia de John Wayne, quien acababa de firmar un contrato con el estudio y estaba a punto de comenzar el rodaje de Los comancheros con Michael Curtiz. El 10 de abril de 1961, el proyecto fue anunciado a la prensa, aunque para el visto bueno definitivo pasaron casi seis meses, durante los cuales Ford pudo dirigir el segmento sobre la Guerra de Secesión de La conquista del Oeste (1962).

### Escritura
Para la escritura del filme, el director renovó su colaboración con los guionistas James Warner Bellah y Willis Goldbeck, quienes ya habían escrito El sargento negro un año antes, y se encargaron tanto de la producción como del guion. Se realizaron varios cambios en la historia original, lo que le dio a la narrativa una mayor resonancia social y política. Además de transformar a Liberty Valance en un bandido al servicio de los grandes ganaderos, se añadieron los personajes de Pompey, el "brazo derecho" afroamericano de Tom, y de Dutton Peabody, el editor que cita a Shakespeare y que arriesga su vida para defender la Primera Enmienda. Otros cambios importantes afectaron al personaje de Tom Doniphon (Bert Barricune en la historia original), quien en la película perdió su papel de verdadero mentor de Stoddard, y se añadió la revelación final por parte de Stoddard sobre el verdadero "hombre que mató a Liberty Valance" (y la posterior famosa línea pronunciada por el editor Maxwell Scott).

### Elección del reparto

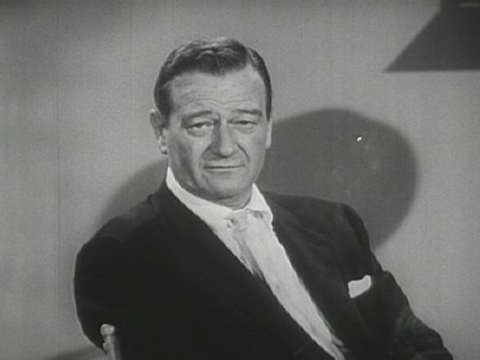
John Wayne en 1961.

John Wayne, actor predilecto de John Ford desde La diligencia (1939), no logró entender de inmediato a su personaje, que, a diferencia del resto, veía como simplemente funcional a la trama. "Solo tenía que andar por ahí mientras Jimmy Stewart y Lee Marvin tenían todas las mejores escenas", declaró más tarde. "Era casi un fondo escénico, hacía poco por la historia excepto ser quien le dispara a Valance y guarda el secreto, para que los ciudadanos piensen que fue Jimmy. No me importaba interpretar un papel secundario, pero no tenía nada que hacer". Cuando alguien le señaló que en realidad Tom Doniphon estaba caracterizado por una profunda ambigüedad, el actor se enfureció: "Me importa un bledo la ambigüedad. La perversión y la corrupción están disfrazadas por la ambigüedad. No me gusta la ambigüedad. No confío en la ambigüedad". El propio Ford declaró en 1978 durante una entrevista realizada por el director Peter Bogdanovich: "De hecho, Wayne interpretó el papel del protagonista. Jimmy (James) Stewart tenía la mayoría de las escenas, pero era Wayne el personaje central, la razón de todo".

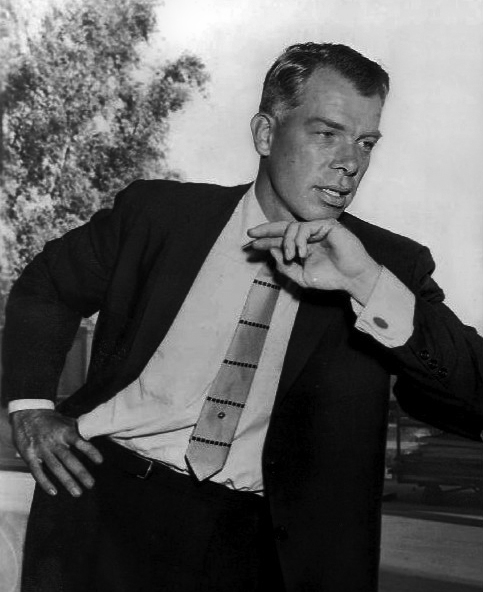
Lee Marvin en 1959

James Stewart, quien ya había trabajado con John Ford en Dos cabalgan juntos en 1961, aceptó inmediatamente interpretar el papel del héroe idealista Ransom Stoddard, aunque en esa primera ocasión la relación entre ambos no había sido de las mejores. Para el papel de Liberty Valance, fue el mismo John Wayne quien sugirió a Lee Marvin, después de haberlo visto en Los comancheros, que había dirigido (sin acreditar) junto a Michael Curtiz. Lee Marvin declaró: "Duke (John Wayne) me dijo: Creo que hay un gran papel para ti en El hombre que mató a Liberty Valance. Y yo le pregunté: «¿Qué papel sería?», «Liberty Valance», respondió. Le pregunté: «¿Quién es el hombre que lo mata?» y él respondió: «Yo». Le dije: «Duke, si alguien tiene que hacerlo, no puedo pensar en nadie más del que quisiera ser asesinado»".
Para el resto del elenco, John Ford recurrió a numerosos actores con los que ya había trabajado en el pasado, entre ellos Woody Strode (Pompey), quien más tarde lo definió como "el más grande director con el que jamás haya trabajado", Vera Miles (Hallie), John Qualen (Peter), Andy Devine (el sheriff Link Appleyard), John Carradine (Cassius Starbuckle), Denver Pyle y O.Z. Whitehead. Los dos últimos interpretaron a Amos y Herbert Carruthers, respectivamente padre e hijo, aunque en realidad Pyle era 9 años más joven que Whitehead.

### Rodaje
El blanco y negro es bastante complicado, debes saber lo que haces y tener mucho cuidado en disponer correctamente las sombras y conseguir la perspectiva adecuada... Para una buena historia dramática, prefiero por mucho trabajar en blanco y negro. Se puede decir que estoy anticuado, pero la verdadera fotografía es en blanco y negro.
John Ford

El rodaje de la película tuvo lugar del 5 de septiembre al 7 de noviembre de 1961 en los estudios de la Paramount Pictures, aunque algunas fuentes afirman que las escenas ambientadas en el rancho que Tom está construyendo se filmaron en el Janss Rabbit Ranch de Thousand Oaks, California. Existen diferentes versiones sobre las razones que llevaron a la decisión de rodar en blanco y negro, una elección que, según la mayoría de los críticos, ayudó a que Stewart y Wayne fueran aceptados como personajes más jóvenes de lo que realmente eran, especialmente James Stewart de 54 años, quien en el largo flashback interpreta a un fiscal recién salido de la escuela de derecho.

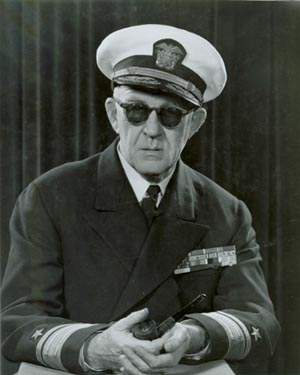
John Ford en los años cincuenta.

Según algunas fuentes, la decisión de renunciar al color (y a la monumentalidad de los paisajes panorámicos como Monument Vallley) fue tomada exclusivamente por el director John Ford, una elección que buscaba un estudio más íntimo e intenso de los personajes. La Paramount quería rodarlo a color, pero el director se mostró firme, insistiendo especialmente en que, a color, la escena del duelo entre Stoddard y Liberty Valance no sería lo suficientemente creíble. En una entrevista televisiva de 1986, Lee Marvin confirmó que el proyecto había sido concebido por Ford en blanco y negro y, en el ensayo Ride, Boldly Ride sobre la evolución del wéstern estadounidense, Mary Lea Bandy y Kevin Stoehr sostienen que las decisiones sobre la fotografía y la ambientación se debieron a que el director quería centrarse exclusivamente en la tragedia y sus personajes, de modo que "los protagonistas no pudieran escapar hacia las profundidades del paisaje". Sin embargo, según el director de fotografía William H. Clothier, fue la Paramount Pictures la que obligó a Ford a reducir sus métodos de producción habituales, ya que no podía garantizarle la financiación que necesitaba para rodar en sus escenarios preferidos: "La Paramount estaba recortando gastos, de lo contrario hubiésemos estado en Monument Valley o en Brackettville y habríamos filmado en color. Ford tuvo que aceptar estos términos si quería hacer la película. Aceptó, pero cuando llegó el momento de empezar ya había perdido el interés. Estaba de mal humor, creó tensión entre los actores en el set y trató a Duke peor que nunca".
El hecho de que, una vez comenzadas las filmaciones, Ford se volviera especialmente brusco con el actor con el que había compartido una exitosa carrera ha sido declarado por otros testimonios. Según Lee Van Cleef (quien interpreta a uno de los secuaces de Valance), el motivo residía en el hecho de que la Paramount solo había respaldado la película una vez garantizada la presencia de John Wayne: "Ford fue un verdadero bastardo con Wayne... Lo maltrataba, maldecía contra él y lo llamaba un 'maldito actor asqueroso'... No quería que Duke pensara que le estaba haciendo un favor". El comportamiento de Ford también fue confirmado por Lee Marvin, quien en su primer día en el set fue llamado por el director, quien le dijo: "Acabas de hacer una película con John Wayne. Wayne hizo algo de dirección en esa película, ¿verdad? Bueno, aquí eso no va a pasar. Duke no hará nada en esta película a menos que yo le diga que lo haga". Ford solía denigrar a John Wayne frente a todo el equipo por sus pobres antecedentes deportivos y militares, colocándolo en un nivel inferior, especialmente en comparación con Woody Strode, exjugador de fútbol americano y destacado militar durante la Segunda Guerra Mundial. Strode escribió en su autobiografía lo sorprendido que quedó al ver lo sumiso que era Wayne con respecto a John Ford: «A veces gritaba "¡Duke!", y lo que sea que John Wayne estuviera haciendo se detenía y llegaba corriendo». La escena en la que Pompey ayuda a Tom, borracho, a sostenerse en la carreta estuvo a punto de desencadenar una pelea entre ambos. Wayne no podía controlar los caballos, y cuando Strode intentó ayudarlo, le lanzó un puñetazo que lo alcanzó por poco. «Salté de un golpe y estuve a punto de darle una patada», recordó Strode, quien fue detenido por Ford y obligado a interrumpir las filmaciones hasta que los ánimos se calmaron.
Por el contrario, el actor Edmond O'Brien afirmó que a todas las personas involucradas en la película parecía gustarles trabajar en ella, incluido el director («Nunca vi a John Ford más feliz que cuando hacía esta película, llegaba al set con una sonrisa cada mañana, lo cual no era común en él»). Según el nieto de Ford, Dan Ford, muchos notaron su falta de energía y su desdén por detalles como los efectos de fondo. En su libro About John Ford de 1981, el director británico Lindsay Anderson confirmó esta sensación: «No hay duda de que era otro ejemplo de la creciente intolerancia de Ford hacia el trabajo de filmación: ya no lo encontraba "divertido". Lo irritaban los requisitos narrativos, el espectáculo para el público, las trampas del "arte"». En otros casos, Anderson interpretó de manera diferente la actitud de Ford, especialmente en lo que respecta a la iluminación del filme, a veces solo práctica e inexpresiva: «Una toma de la rosa de cactus que Tom le compró a Hallie y que Pompey plantó para ella parece algo filmado apresuradamente, en los últimos diez minutos de un largo día, y el asalto que introduce a Liberty Valance tiene la artificialidad de una escena de "película de serie B". Sin embargo... esta falta de sofisticación visual tiene un resultado artístico que no es solo negativo... La película se desarrolla con la simplicidad y concreción de una balada, pero la objetividad y el sentido histórico de una epopeya».

## Estreno
La prèmiere tuvo lugar el 11 de abril de 1962 y la película se distribuyó en los cines a partir de la semana siguiente. Para la campaña promocional, la productora recurrió a una estrategia similar a la que Warner Bros. utilizaría en 1976 con Robert Redford y Dustin Hoffman para Todos los hombres del presidente: en los carteles se colocó primero el nombre de Stewart, mientras que en los créditos de la película y en los letreros de los cines aparecía primero el de Wayne.
En España la película fue estrenada en cines el 5 de noviembre de 1962. La censura franquista cortó desde el minuto 0:52 hasta 0:55, que corresponde a la escena en la que el personaje de James Stewart está explicándole a los alumnos la definición de un "estado republicano". La primera vez que la película fue pasada por Televisión Española ocurrió el 10 de marzo de 1971.
Veinte años después de su estreno, la película fue proyectada en la 32ª edición del Festival de Berlín, en una sección especial dedicada a James Stewart, quien en esa ocasión recibió el Oso de Oro honorífico por su trayectoria.
| Fechas de estreno (Fuente: IMDb). |                          |             |                          |
| País                              | Fecha de estreno         | País        | Fecha de estreno         |
| Estados Unidos                    | 11 de abril de 1962      | Reino Unido | 28 de mayo de 1962       |
| Irlanda                           | 8 de junio de 1962       | Japón       | 7 de agosto de 1962 como |
| Italia                            | 12 de septiembre de 1962 | Finlandia   | 14 de septiembre de 1962 |
| Alemania Occidental               | 21 de septiembre de 1962 | Argentina   | 27 de septiembre de 1962 |
| Suecia                            | 28 de septiembre de 1962 | Francia     | 3 de octubre de 1962     |
| Sudáfrica                         | 26 de octubre de 1962    | España      | 5 de noviembre de 1962   |
| Portugal                          | 28 de noviembre de 1962  | Dinamarca   | 8 de febrero de 1963     |
| México                            | 28 de marzo de 1963      | Turquía     | 4 de febrero de 1966     |

### Formato casero
La película fue lanzada por Paramount Pictures en formato DVD el 5 de junio de 2001 y en Blu-ray el 13 de octubre de 2015. Entre las numerosas reediciones, destaca la lanzada en DVD en 2009 con motivo del centenario del estudio, que incluye varios extras, entre ellos el comentario del director Peter Bogdanovich y el documental The Size of Legends, the Soul of Myth. 

## Recepción

### Taquilla
Con un presupuesto de 3,2 millones de dólares, bastante alto para un western en blanco y negro rodado en estudio, la película tuvo un moderado éxito en taquilla en Estados Unidos, donde recaudó 8 millones de dólares.

### Crítica
En el sitio web agregador de reseñas Rotten Tomatoes, el 93 % de críticas profesionales positivas y ofrece el siguiente consenso crítico: «Con un trío de protagonistas clásicos y una historia magnífica capturada por un director en la cima de su arte, El hombre que mató a Liberty Valance es uno de los mejores westerns jamás filmados». Por su parte, Metacritic otorga a la película una puntuación de 94 sobre 100, basada en 10 reseñas, indicando un «aclamación universal».

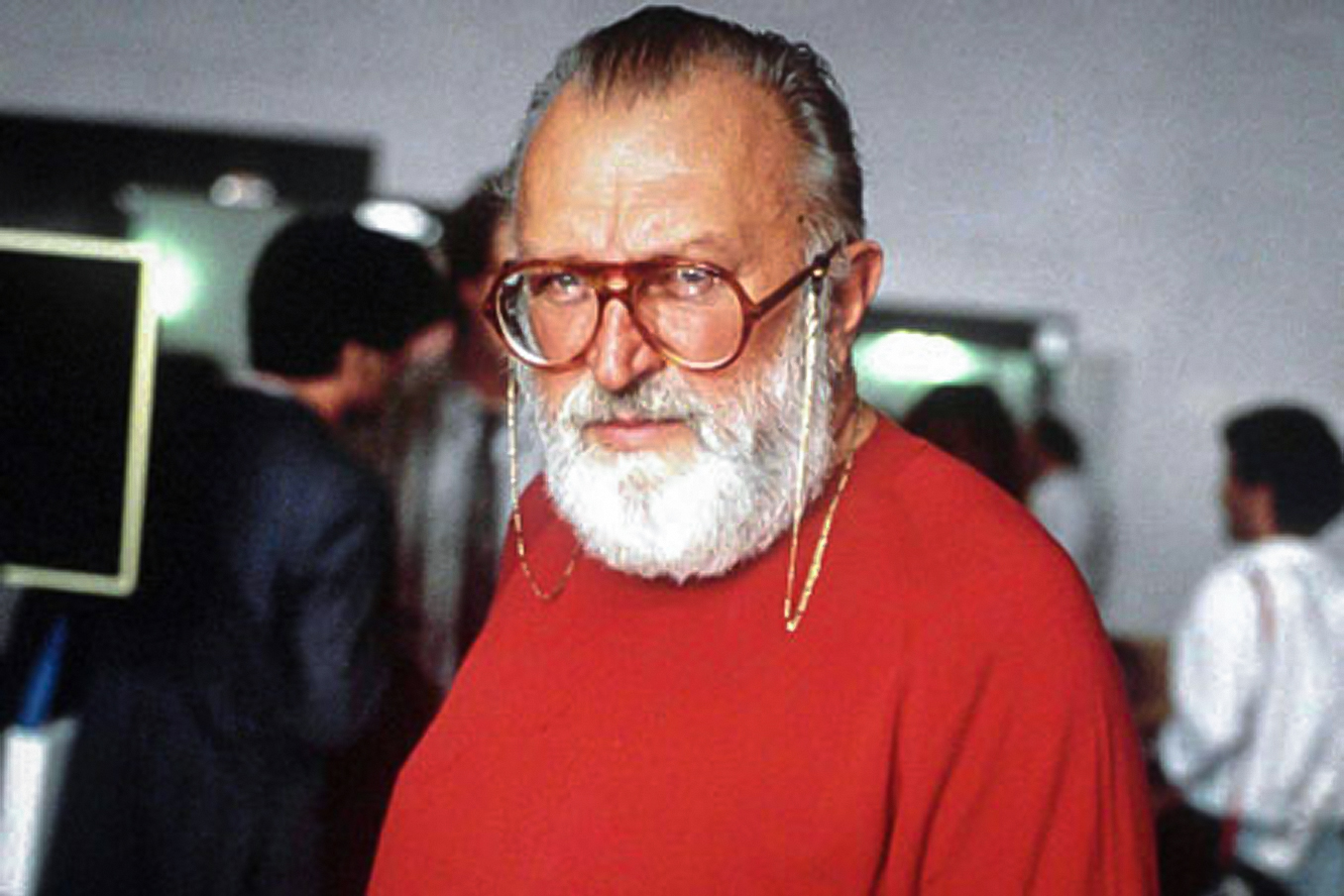
El hombre que mató a Liberty Valance era la película de John Ford favorita de Sergio Leone, ya que consideraba que era la única en la que el director había «aprendido algo llamado pesimismo».

En su estreno, la película recibió buenas críticas, aunque no estuvieron exentas de objeciones, principalmente por la ausencia de la belleza pictórica del Monument Valley, la elección de actores considerados demasiado "mayores" para sus respectivos roles y el tono pesimista de la historia. La revista Variety la describió como «agradable y emocionalmente envolvente», aunque señaló que «no logra mantener el potencial inherente a la historia... John Ford y los guionistas partieron de una premisa extremadamente simple y poderosa, la desarrollaron hábilmente hasta un punto de conclusión natural y luego la echaron a perder, destruyendo la simplicidad y la intimidad por las que tanto se habían esforzado». Por su parte, el Motion Picture Herald afirmó que Ford había «aprovechado al máximo sus extraordinarios talentos», mientras que el New York Times habló de «una historia fundamentalmente honesta, dura y madura, pero despojada de gran parte de su impacto por un anticlímax obvio, demasiado largo y verboso».
The Hollywood Reporter lo recibió como el mejor filme de John Ford en años, aunque señaló que, a diferencia del uso del flashback, «una narración directa podría haber resaltado mejor la ironía final de los protagonistas y la historia».The Washington Post lo describió como «una historia tranquila que cuenta con excelentes interpretaciones». Sin embargo, Brendan Gill fue más crítico en The New Yorker, donde calificó la película como una «parodia» de los mejores trabajos de Ford. El crítico Bosley Crowther la consideró un reflejo de la «fatiga» de Hollywood, mientras que John L. Scott, del Los Angeles Times, señaló que, salvo «algunos pasajes largos y lentos en su desarrollo, en su mayoría conserva los viejos y confiables toques de Ford».
También las críticas internacionales fueron, en general, positivas. The Observer consideró que la película estaba «inundada del talento y el afecto de Ford», mientras que The Times destacó que «su violencia tiene un humor desenfadado». 

## Premios y nominaciones

### Premios
- 2007: National Film Registry

### Nominaciones
- 1963: Oscar al mejor diseño de vestuario para Edith Head